# Satu Silvo
Satu Irmeli Silvo (Sippola, 2 agosto 1962) è un'attrice finlandese.

## Carriera
Dopo aver studiato all'Accademia di Arte Drammatica Finlandese cominciò la sua carriera professionale al teatro Helsingin Kaupunginteatteri nel 1985. È una free lancer dal 1994. Ha interpretato numerosi ruoli di donne moderne ed emancipate, tra cui quello nel suo film di debutto Niskavuori diretto da Matti Kassila nel 1984. Recita come protagonista nei film Lumikuningatar ("La Regina di neve", 1986), Porttikielto taivaaseen ("Proibita dal cielo", 1990) e Tie naisen sydämeen ("La strada nel cuore di una donna", 1996). Interpreta, sia a teatro che al cinema, ruoli drammatici, come quello di Stella in Un tram che si chiama Desiderio, ma anche ruoli comici come quello di Pipsa nei film diretti da Timo Koivusalo.
Ha recito anche in musical come Annie, Chicago e Nine. o Jos rakastat ("Se ami") del regista Neil Hardwick.
Tra il 2000 e il 2010 ha interpretato vari ruoli secondari in film finlandesi.
È anche un'imprenditrice. Gestisce un ristorante vegetariano a Helsinki dal 1998. Si è sposata con l'attore Heikki Kinnunen nel 1986, da cui ha divorziato nel 2002. La coppia ha due figli.
Nel 1998 rimase coinvolta in un incidente alpino in Lapponia. È stata vicina alla morte,  ma riuscì a guarire relativamente presto e ritornò sul palcoscenico.

## Filmografia parziale
- Niskavuori (1984)
- Uuno Epsanjassa (1985)
- Lumikuningatar (1986)
- Porttikielto taivaaseen (1990)
- Pekko aikamiespojan poikamiesaika (1993)
- Kaikki pelissä (1994)
- Pekko ja poika (1994)
- Pekko ja massahurmaaja (1995)
- Pekko ja muukalainen (1996)
- Tie naisen sydämeen (1996)
- Pekko ja unissakävelijä (1997)
- Ralliraita (2009)
- Jos rakastat (2010)